# HD 140283
HD 140283, también conocida popularmente como la estrella de Matusalén (en analogía con el personaje bíblico), es una estrella subgigante pobre en metales situada a unos 190,1 años luz de la Tierra. Se ha estimado que tiene 14 460 ± 800 millones de años, lo que la convierte en la estrella más antigua conocida del universo. Su edad es similar a la edad actualmente estimada del universo,  13 787 ± 200 millones de años, por lo que no existe una clara discrepancia en la medición de las edades, aunque no puede haber una estrella más antigua que el propio universo, los 1600 millones de años de posible error en la medición implican que pudo formarse después del Big Bang.
Esta estrella está compuesta casi completamente de hidrógeno y helio, con muy pocos metales. El hecho de que su contenido en metales sea muy bajo pero no nulo indica sin embargo que debió existir al menos una generación de estrellas anterior a HD 140283. Alternativamente el contenido en metales podría explicarse por la colisión con otra estrella menor y más joven, ya formada en un medio con metales.
Probablemente "Matusalén" haya nacido en una galaxia enana que fue atraída por la Vía Láctea en algún momento.